# Nuevo San Lorenzo
Nuevo San Lorenzo är en ort i Mexiko.   Den ligger i kommunen Amatán och delstaten Chiapas, i den sydöstra delen av landet, 700 km öster om huvudstaden Mexico City. Nuevo San Lorenzo ligger 723 meter över havet och antalet invånare är 200.
Terrängen runt Nuevo San Lorenzo är bergig åt sydväst, men åt nordost är den kuperad. Runt Nuevo San Lorenzo är det ganska tätbefolkat, med 70 invånare per kvadratkilometer. Närmaste större samhälle är Amatán, 1,5 km öster om Nuevo San Lorenzo. I omgivningarna runt Nuevo San Lorenzo växer i huvudsak städsegrön lövskog.